# Novela

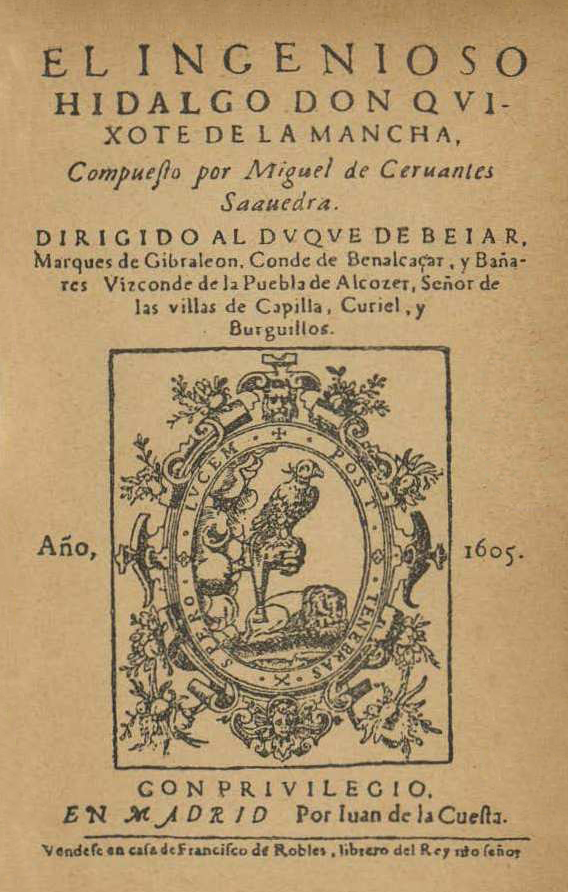
Portada de la primera edición del Quijote (1605), probablemente la primera novela moderna.

La novela (del italiano novella) es una obra literaria en la que se narra una acción fingida en su totalidad o en parte y cuyo fin es causar placer estético a los lectores con la descripción, pintura de sucesos o lances interesantes así como de personajes, pasiones y costumbres, que en muchos casos sirven de insumos de la propia reflexión o introspección. La vigésima tercera edición del Diccionario de la lengua española de la Real Academia Española la define de manera más general como una «obra literaria narrativa de cierta extensión» y como un «género literario narrativo que, con precedente en la Antigüedad grecolatina, se desarrolla a partir de la Edad Moderna». La novela se distingue por su carácter abierto y su capacidad para contener elementos diversos en un relato complejo. Este carácter abierto ofrece al autor una gran libertad para integrar personajes, introducir historias cruzadas o subordinadas unas a otras, presentar hechos en un orden distinto a aquel en el que se produjeron o incluir en el relato textos de distinta naturaleza: cartas, documentos administrativos, leyendas, poemas, etc. Todo ello da a la novela mayor complejidad que la que presentan los demás subgéneros narrativos.

## Características
Las características que permiten diferenciar una novela de otro género literario son las siguientes:
- Narra hechos reales o ficticios.
- Predomina la narración, aunque incluye: descripción, diálogo, monólogo interior o epístola.
- Describe mucho el ambiente donde se desarrolla la narrativa.
- La novela se escribe en forma de prosa.
- Cuida la estética de las palabras.
- El desarrollo de personajes es más profundo que en un cuento o un relato.
- Una narrativa extensa: las novelas tienen, generalmente, entre 50 000 y 200 000 palabras, o de 150 a 1200 páginas o más.

Aquí radica la diferencia con el cuento y el relato. Existe una zona difusa entre cuento y novela que no es posible separar en forma tajante. A veces se utiliza el término nouvelle o novela corta para designar los textos que parecen demasiado cortos para ser novela y demasiado largos para ser cuento; pero esto no significa que haya un tercer género (por el contrario, duplicaría el problema porque entonces habría dos límites para definir en lugar de uno).

## Finalidad
Dependiendo del objeto de la narración puede tener dos fines muy específicos
- Difundir las vivencias, inquietudes y las ideas del autor con la finalidad de influir de alguna manera en la sociedad a la cual va dirigida.
- Difundir costumbres, forma de vida y las aspiraciones de un grupo social determinado.

## Elementos esenciales
- La acción: Es la narrativa de los acontecimientos que suceden en la historia:
  - El planteamiento: Es la parte inicial de la narrativa donde se anuncia el tema e inicia el desarrollo de los conflictos o presenta a los personajes con sus características físicas y psicológicas. Además, describe el ambiente.
  - El nudo: Es la parte central de la narrativa donde se enlazan los conflictos o acciones para alcanzar un punto máximo.
  - El desenlace: Esta es considerada como la parte final, debido a que los conflictos o acciones de la narrativa después de haber alcanzado un punto máximo desencadenan acciones que pueden ser feliz o infeliz, lo que dependerá del objeto planteado en la narrativa.
- Los personajes: son los que desarrollan la acción:
  - Los personajes principales: Son los protagonistas, los que conducen las acciones, y la narrativa se desenvolverá alrededor de los mismos.
  - Los personajes secundarios: Son los que apuntalan la historia de los personajes principales con sus propias historias.
  - Los personajes de relleno, fugaces o terciarios: Son todos aquellos que aparecen en la narrativa con una función poco importante, y desaparecen.
- El ambiente: Es el lugar donde se mueven los personajes. Estos pueden ser:
  - Físico: Todos los elementos que componen la escena, por ejemplo: casa, río, ciudad.
  - Social: Creencias, formas de vidas, pensamientos de una época o de una sociedad.
  - Emocional: Presentan los estados de ánimo, las angustias, los sentimientos que rodean a los personajes.

## Forma expresiva
- La narración: Esta forma de expresión es predominante en la novela donde esta puede ser:
  - Narración en primera persona: Cuando el personaje narra su propia historia (el protagonista es el narrador).
  - Narración en tercera persona: El narrador cuenta el relato (narrador omnisciente).
- La descripción: Es una expresión utilizada para describir los aspectos físicos y psicológicos de los personajes.
- El diálogo: Forma de expresión para que los personajes se comuniquen entre sí.

Se refleja el lenguaje propio de quienes hablan de acuerdo con su edad, sexo, educación, nivel social y emotivo.
- El monólogo (conversación interior): Es una forma de expresión que consiste en mostrar lo que el personaje piensa y que no dice. Meditaciones silenciosas del personaje.
- La epístola: Esta expresión es poco utilizada, y consiste en narrar los acontecimientos a través de una carta que se escriben los personajes entre sí.

## Tipología
La novela es el reino de la libertad de contenido y de forma. Es un género proteico que presenta a lo largo de la historia múltiples formas y puntos de vista.
Para clasificar este género ha de tenerse en cuenta que existen diversos criterios, empleados por las distintas tipologías propuestas:
- Por el tono que mantiene la obra, se habla de:
  - novela satírica
  - novela humorística
  - novela didáctica
  - novela lírica
- Por la forma:
  - autobiográfica
  - novela epistolar
  - dialogada
  - novela ligera
  - novela corta o novella
  - novela polifónica
  - novela de aprendizaje o Bildungsroman
  - metanovela
- Según el público al que llegue o el modo de distribución, se habla de:
  - novela trivial
  - superventas o best seller
  - novela por entregas o novela folletinesca
- Atendiendo a su contenido, las novelas pueden ser:
  - novela de aventuras
  - novela bélica
  - novela bizantina
  - novela caballeresca
  - libros de caballerías
  - ciencia ficción

- - cortesana

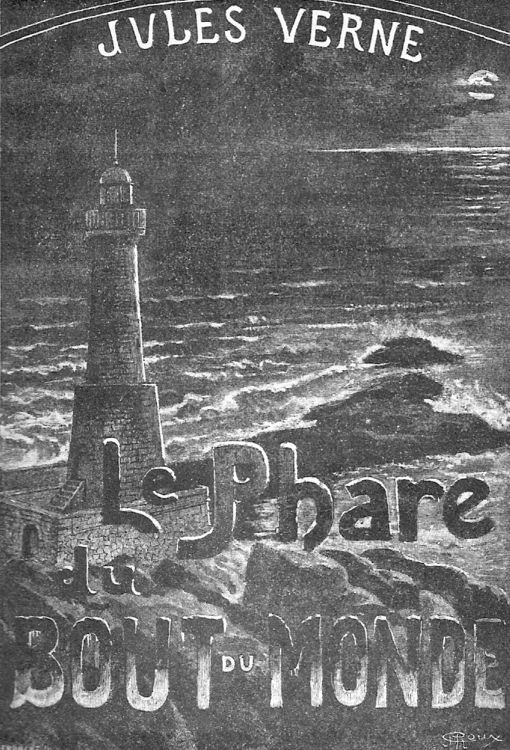
El faro del fin del mundo es una de las novelas de Julio Verne, considerado el padre de la ciencia ficción.

  - costumbrista o de costumbres: describe el ambiente en que se mueven y las formas de vida cotidiana de un grupo social concreto: costumbres, personajes típicos. Dentro de este tipo de novela, según el estilo, se dio lugar al realismo y al naturalismo. Es un género típico del siglo XIX, con autores como Balzac y Zola en Francia; Dickens en Inglaterra; Gógol y Turguénev en Rusia; y en España: Fernán Caballero, F. Trigo, Pardo Bazán, Pereda o Blasco Ibáñez.
  - de espías y suspense
  - fantástica
  - ficción criminal
  - gótica
  - histórica
  - de misterio
  - morisca
  - negra
  - pastoril
  - picaresca
  - policíaca
  - rosa
  - sentimental
  - social: disminuye en lo posible la descripción de vidas individuales, sustituyéndolas por una colectividad, pues no importa el ser humano en sí, sino como parte de un grupo o clase social. Su actitud es crítica, con afán de denunciar situaciones, ambientes y modos de vida de un grupo. Fue cultivada en España en los años 1950: novela social española
  - de terror
  - novela del oeste o westerns

Hay que añadir a esta lista otras tipologías que toman como criterio el estilo de la obra y entonces se habla de:
- realista
- novela naturalista
- existencial
- Roman courtois

O, si se consideran sus argumentos, puede hablarse de:
- psicológica
- novela de tesis: Es la que da más importancia a las intenciones del autor, generalmente ideológicas, que a la narración. Muy cultivada en el siglo XIX, especialmente por Fernán Caballero y el Padre Coloma
- novela testimonio

Desde finales del periodo victoriano hasta la actualidad, algunas de estas variedades se han convertido en auténticos subgéneros (ciencia ficción, novela rosa) muy populares, aunque a menudo ignorados por los críticos y los académicos; en tiempos recientes, las mejores novelas de ciertos subgéneros han empezado a ser reconocidas como literatura sería.

## Historia
La novela es el más tardío de todos los géneros literarios. Aunque tiene precedentes en la Edad Antigua, no logró implantarse sino hasta la Edad Media.

### Precedentes
Existe toda una tradición de largos relatos narrativos en verso, propios de tradiciones orales, como la sumeria (Epopeya de Gilgamesh) y la hindú (Ramaiana y Majabhárata).
Estos relatos épicos en verso se dieron igualmente en Grecia (Homero) y Roma (Virgilio). Es aquí donde se encuentran las primeras ficciones en prosa, tanto en su modalidad satírica (con El Satiricón de Petronio, las increíbles historias de Luciano de Samosata y la obra protopicaresca de Apuleyo El Asno de Oro). Dos géneros aparecen en la época helenística que se retomarían en el Renacimiento y están en el origen de la novela moderna: la novela bizantina (Heliodoro de Émesa) y la novela pastoril (Dafnis y Cloe, de Longo).

### Edad Media

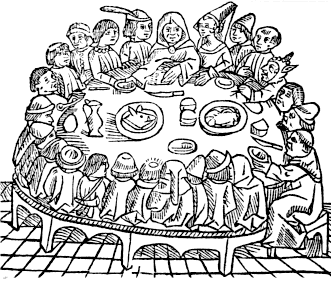
Los peregrinos entreteniéndose con cuentos; grabado en madera de la edición de Caxton, 1486, de Los cuentos de Canterbury de Chaucer.

La Novela de Genji (Genji Monogatari), de Murasaki Shikibu, es una obra clásica de la literatura japonesa y está considerada como una de las novelas más antiguas de la historia.
En Occidente, en los siglos XI y XII, surgieron los romances, que eran largas narraciones de ficción en verso, que se llamaron así por estar escritos en lengua romance. Se dedicaron especialmente a temas histórico-legendarios, en torno a personajes como el Cid o el ciclo artúrico.
En el siglo XIII, el mallorquín Ramon Llull escribe las primeras novelas modernas occidentales: Blanquerna y Félix o libro de las maravillas, así como otros relatos breves en prosa como el Libro de las bestias.
En los siglos XIV y XV surgieron los primeros romances en prosa: largas narraciones sobre los mismos temas caballerescos, solo que evitando el verso rimado. Aquí se encuentra el origen de los libros de caballerías. En China se escriben dos de las cuatro novelas clásicas chinas, el Romance de los Tres Reinos (1330) de Luo Guanzhong y la primera versión de A la orilla del agua de Shi Nai'an.
Junto a los libros de caballerías, surgieron en el siglo XIV las colecciones de cuentos, que tienen en Boccaccio y Chaucer sus más destacados representantes. Solían recurrir al artificio de la "historia dentro de la historia": no son así los autores, sino sus personajes, los que relatan los cuentos. Así, en El Decamerón, un grupo de florentinos huye de la peste y se entretienen unos a otros narrando historias de todo tipo; en los Cuentos de Canterbury, son unos peregrinos que van a Canterbury a visitar la tumba de Tomás Becket y cada uno escoge cuentos que se relacionan con su estado o su carácter. Así los nobles cuentan historias más "románticas", mientras que los de clase inferior prefieren historias de la vida cotidiana. De esta forma, los verdaderos autores, Chaucer y Boccaccio, justificaban estas historias de trampas y travesuras, de amores ilícitos e inteligentes intrigas en las que se reía de profesiones respetables o de los habitantes de otra ciudad.
A finales del siglo XV surge en España la novela sentimental, como última derivación de las convencionales teorías provenzales del amor cortés. La obra fundamental del género fue la Cárcel de amor (1492) de Diego de San Pedro.
El cambio de un siglo a otro estuvo dominado por los libros de caballerías. En Valencia, este tipo de prosa novelesca se difundió al idioma valenciano, con obras como Tirante el Blanco "Tirant lo Blanc" de Joanot Martorell (1460-1464) o la novela anónima Curial e Güelfa (mediados del siglo XV). La obra más representativa del género fue el Amadís de Gaula (1508). Este género siguió cultivándose el siglo siguiente, con dos ciclos de novelas: los Amadises y los Palmerines.

### Edad Moderna

#### SigloXVI
La difusión de la imprenta incrementó la comercialización de las novelas y los romances, aunque los libros impresos eran caros. La alfabetización fue más rápida en cuanto a la lectura que en cuanto a la escritura.
Todo el siglo estuvo dominado por el subgénero de la novela pastoril, que situaba el asunto amoroso en un entorno bucólico. Puede considerarse iniciada con La Arcadia (1502), de Jacopo Sannazaro y se expandió a otros idiomas, como el portugués (Menina y moza, 1554, de Bernardim Ribeiro) o el inglés (La Arcadia, 1580, de Sidney).
No obstante, a mediados de siglo, se produjo un cambio de ideas hacia un mayor realismo, superando en este punto las novelas pastoriles y caballerescas. Así se advierte en el Gargantúa y Pantagruel de François Rabelais y en la Vida de Lazarillo de Tormes y de sus fortunas y adversidades (1554), origen esta última de la novela picaresca. En Oriente se escriben dos de las cuatro novelas clásicas chinas, la segunda versión de A la orilla del agua (1573) de Shi Nai'an y Luo Guanzhong, y Viaje al Oeste (1590), atribuida a Wu Cheng'en.

#### SigloXVII

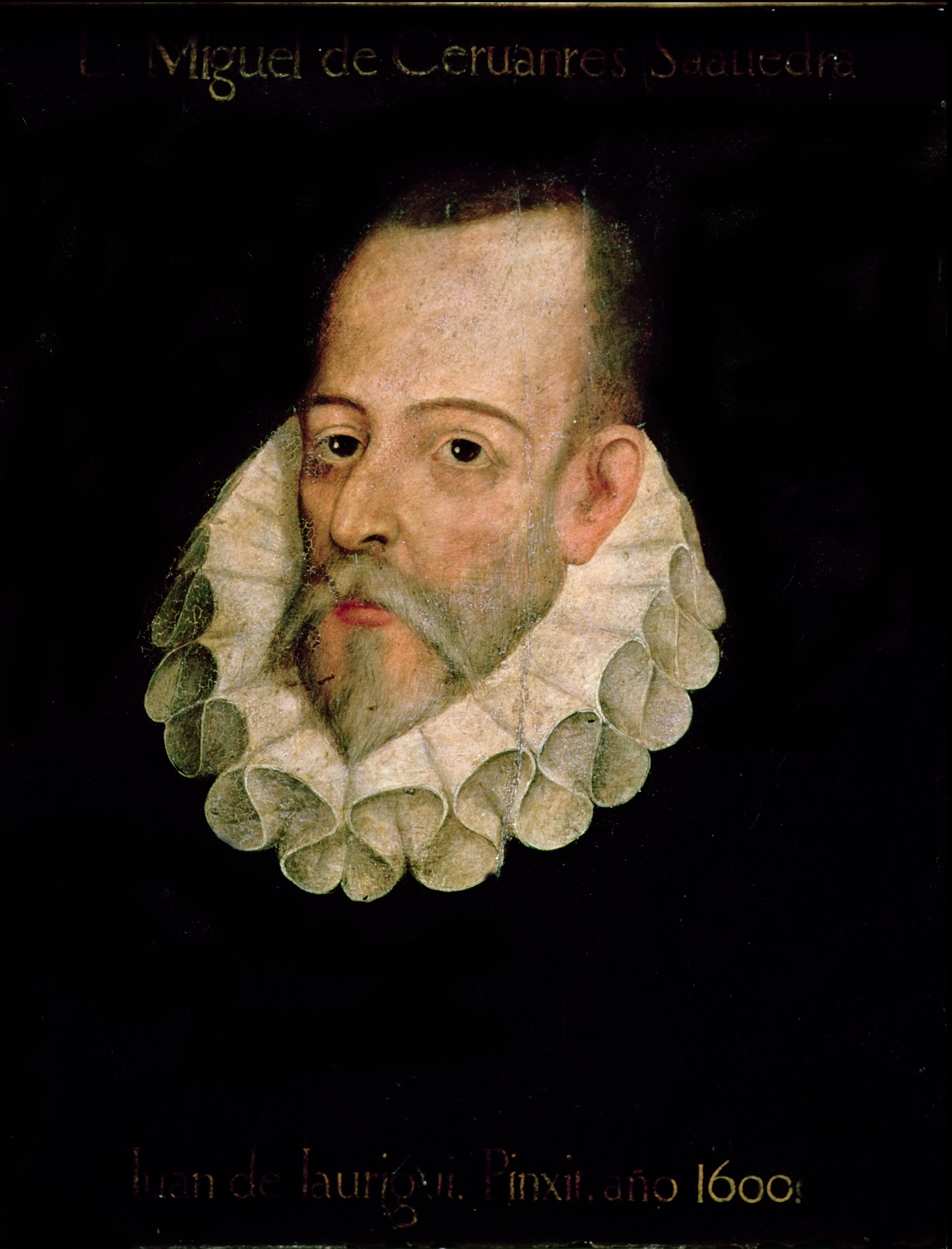
Retrato de Miguel de Cervantes Saavedra, por Juan de Jáuregui.

La novela moderna, como técnica y género literario está en el siglo XVII en la lengua española, siendo su mejor ejemplo Don Quijote de la Mancha (1605) de Miguel de Cervantes. Se considera como la primera novela moderna del mundo, ya que innova respecto a los modelos clásicos de la literatura grecorromana como lo eran la epopeya o la crónica. Incorpora ya una estructura episódica según un propósito fijo premeditadamente unitario. Se inició como una sátira del Amadis, que había hecho que Don Quijote perdiera la cabeza. Los defensores del Amadís criticaron la sátira porque apenas podía enseñar algo: Don Quijote ni ofrecía un héroe al que emular ni satisfacía con bellos diálogos; todo lo que podía ofrecer es hacer burla de los ideales nobles. Don Quijote fue la primera obra auténticamente antirromance de este periodo; gracias a su forma que desmitifica la tradición caballeresca y cortés, representa la primera obra literaria que se puede clasificar como novela.
Con posterioridad al Quijote, Cervantes publicó las Novelas ejemplares (1613). Por «novela» se entendía en el siglo XVII la narración breve intermedia entre el cuento y la novela extensa, o sea lo que hoy llamamos novela corta. Las Novelas ejemplares de Cervantes son originales, no siguen modelos italianos, y frente a la crítica al Quijote, que se decía que no enseñaba nada, pretendían ofrecer un comportamiento moral, una alternativa a los modelos heroico y satírico. No obstante, siguió suscitando críticas: Cervantes hablaba de adulterio, celos y crimen. Si estas historias proporcionaban ejemplo de algo, era de acciones inmorales. Los defensores de la "novela" respondieron que sus historias proporcionaban buenos y malos ejemplos. El lector podía aún sentir compasión y simpatía con las víctimas de los crímenes y las intrigas, si se narraban ejemplos de maldad.
Surgió entonces como respuesta a estas novelas dudosas un romance más noble y elevado, con incursiones al mundo bucólico, siendo La Astrea (1607-27) de Honoré d'Urfé, la más famosa. Se criticaron estos romances por su falta de realismo, a lo que sus defensores replicaban que se trataba en realidad de "novelas en clave" (roman à clef), en los que, de forma encubierta, se hacía referencia a personajes del mundo real. Esta es la línea que siguió Madeleine de Scudéry, con tramas ambientadas en el mundo antiguo, pero cuyo contenido estaba tomado de la vida real, siendo sus personajes, en realidad, sus amigos de los círculos literarios de París.
Veinte años más tarde, Madame de La Fayette dio el paso decisivo, siendo su obra más conocida La princesa de Clèves (1678), en la que tomaba la técnica de la novela española, pero la adaptaba al gusto francés: en lugar de orgullosos españoles que se batían en duelo para vengar su reputación, reflejaba detalladamente los motivos de sus personajes y el comportamiento humano. Era una "novela" sobre una virtuosa dama, que tuvo la oportunidad de arriesgarse en un amor ilícito y no solo resistió a la tentación, sino que acrecentó su infelicidad confesando sus sentimientos a su marido. La melancolía que su historia creaba era enteramente nueva y sensacional.
A finales del siglo XVII se escribieron y divulgaron, sobre todo por Francia, Alemania y Gran Bretaña, novelitas francesas que cultivaban el escándalo. Los autores sostenían que las historias eran verdaderas y no se narraban para escandalizar, sino para proporcionar lecciones morales. Para probarlo, ponían nombres ficticios a sus personajes y contaban las historias como si fueran novelas. También surgieron colecciones de cartas, que incluían estas historietas, y que llevaron al desarrollo de la novela epistolar.
Es entonces cuando aparecen las primeras "novelas" originales en inglés, gracias a Aphra Behn y William Congreve.

#### SigloXVIII

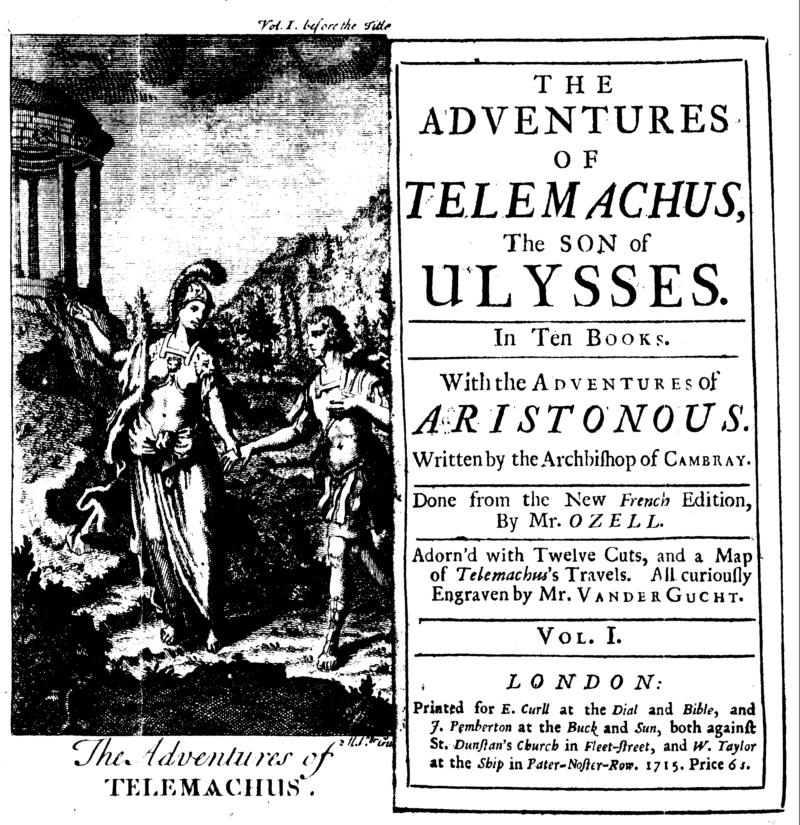
Portada de la versión inglesa del Telémaco de Fénelon (Londres: E. Curll, 1715). No califica su obra como "novela", como habían hecho Aphra Behn y William Congreve.

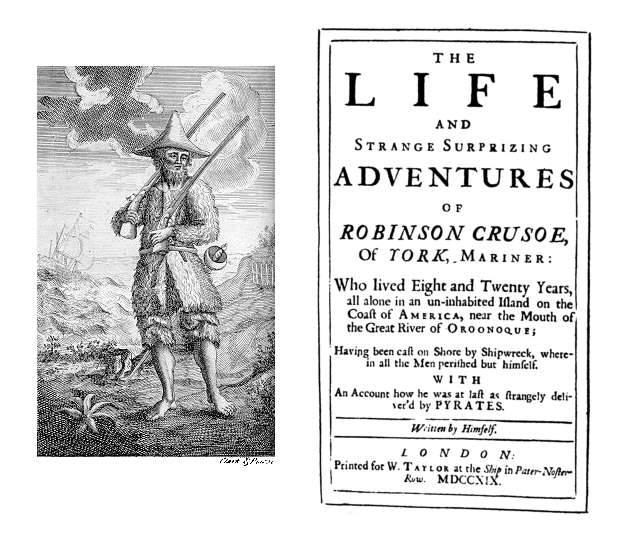
Portada de Robinson Crusoe de Defoe (Londres: W. Taylor, 1719), tampoco califica su obra de "novela".

El cultivo de la novela escandalosa dio lugar a diversas críticas. Se quiso superar este género mediante el regreso al «romance», según lo entendieron autores como François Fénelon, famoso por su obra Telémaco (1699/1700). Nació así un género de pretendido «romance nuevo». Los editores ingleses de Fénelon, sin embargo, evitaron el término «romance», prefiriendo publicarlo como «nueva épica en prosa» (de ahí los prefacios).
Las novelas y los romances de comienzos del siglo XVIII no eran considerados parte de la "literatura", sino otro elemento más con el que comerciar. El centro de este mercado estaba dominado por ficciones que sostenían que eran ficciones y que se leían como tales. Comprendían una gran producción de romances y, al final, una producción opuesta de romances satíricos. En el centro, la novela había crecido, con historias que no eran heroicas ni predominantemente satíricas, sino realistas, cortas y estimulantes con sus ejemplos de conductas humanas.
Sin embargo, se daban también dos extremos. Por un lado, libros que pretendían ser romances, pero que realmente eran todo menos ficticios. Delarivier Manley escribió el más famoso de ellos, su New Atalantis, llena de historias que la autora sostenía que había inventado. Los censores se veían impotentes: Manley vendía historias que desacreditaban a los whigs en el poder, pero que supuestamente ocurrían en una isla de fantasía llamada Atalantis, lo que les impedía demandar a la autora por difamación, salvo que acreditasen que eso era lo que ocurría en Inglaterra. En el mismo mercado aparecieron historias privadas, creando un género diferente de amor personal y batallas públicas sobre reputaciones perdidas.
En sentido opuesto, otras novelas sostenían que eran estrictamente de no ficción, pero que se leían como novelas. Así ocurre con Robinson Crusoe de Daniel Defoe, en cuyo prefacio se manifiesta:

Si alguna vez la historia de un hombre particular en el mundo merecía que se hiciese pública, y que se aceptase al ser publicada, el editor de este relato cree que será esta.
     (...)
El editor cree que es una justa historia de hechos; no hay ninguna apariencia de ficción en ella...

Esta obra ya advertía en su cubierta que no se trataba de una novela ni de un romance, sino de una historia. Sin embargo, el diseño de página recordaba demasiado al "romance nuevo" con el que Fénelon se había hecho famoso. Y ciertamente, tal como se entendía el término en aquella época, esta obra es cualquier cosa menos una novela. No era una historia corta, ni se centraba en la intriga, ni se contaba en beneficio de un final bien cortado. Tampoco es Crusoe el antihéroe de un romance satírico, a pesar de hablar en primera persona del singular y haber tropezado con toda clase de miserias. Crusoe no invita realmente a la risa (aunque los lectores con gusto sabrán, por supuesto, entender como humor sus proclamas acerca de ser un hombre real). No es el autor real, sino el fingido el que es serio, la vida le ha arrastrado a las más románticas aventuras: ha caído en las garras de los piratas y sobrevivido durante años en una isla desierta. Es más, lo ha hecho con un heroísmo ejemplar, siendo como era un mero marinero de York. No se puede culpar a los lectores que la leyeron como un romance, tan lleno está el texto de pura imaginación. Defoe y su editor sabían que todo lo que se decía resultaba totalmente increíble, y, sin embargo, afirmaban que era cierto (o, que si no lo era, seguía mereciendo la pena leerlo como una buena alegoría).
La publicación de Robinson Crusoe, sin embargo, no condujo directamente a la reforma del mercado de mediados del dieciocho. Se publicó como historia dudosa, por lo que entraban en el juego escandaloso del mercado del XVIII.

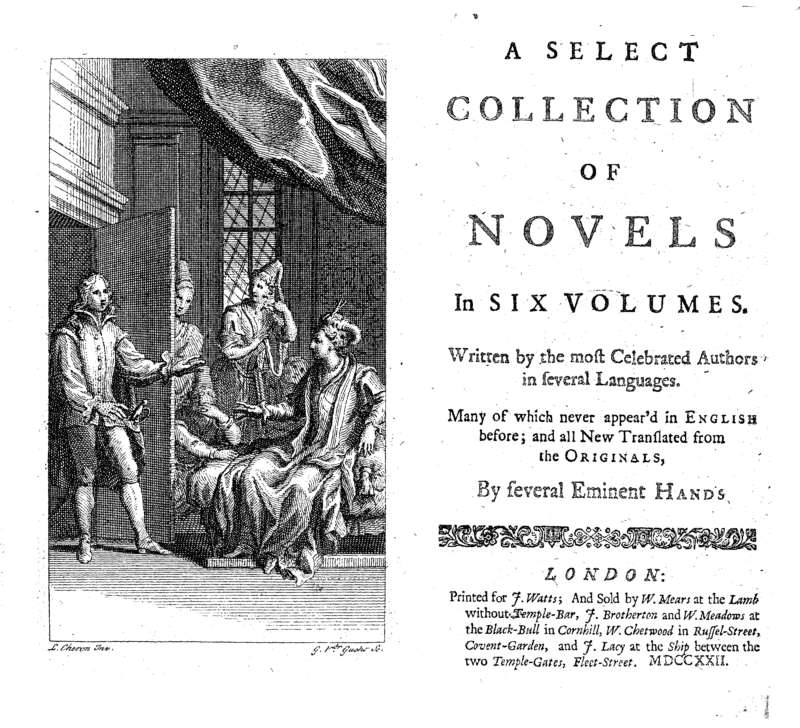
Clásicos de la novela del en adelante: portada de Colección selecta de novelas (1720-22).

La reforma en el mercado de libros inglés de principios del dieciocho vino de la mano de la producción de clásicos. En los años 1720 se reeditaron en Londres gran cantidad de títulos de novela clásica europea, desde Maquiavelo a Madame de La Fayette. Las "novelas" de Aphra Behn habían aparecido en conjunto en colecciones, y la autora del siglo XVII se había convertido en un clásico. Fénelon ya lo era desde hacía años, al igual que Heliodoro. Aparecieron las obras de Petronio y Longo.
La interpretación y el análisis de los clásicos ponía a los lectores de ficción en una posición más ventajosa. Había una gran diferencia entre leer un romance, perdiéndose en un mundo imaginario, o leerlo con un prefacio que informaba sobre los griegos, romanos o árabes que habían producido títulos como Las etiópicas o Las mil y una noches (que se publicó por primera vez en Europa entre 1704 a 1715, en francés, traducción en la que se basaron la edición inglesa y alemana).
Poco después aparecieron Los viajes de Gulliver (1726), sátira de Jonathan Swift, cruel y despiadada frente al optimismo que emana de Robinson Crusoe y su confianza en la capacidad del hombre para sobreponerse.

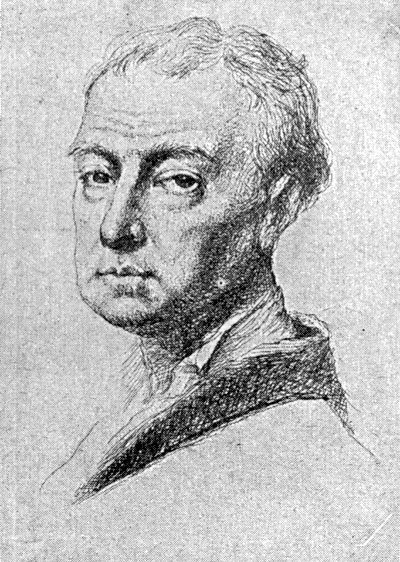
Samuel Richardson, autor de Pamela (1741), novela publicada con intenciones claras:
"Ahora publicada por primera vez para cultivar los principios de la virtud y la religión en las mentes de los jóvenes de ambos sexos, una narración que tiene el fundamento en la verdad y la naturaleza; y al mismo tiempo entretiene agradablemente..."

Cambió el diseño de las portadas: las nuevas novelas no pretendieron vender ficciones al tiempo que amenazaban con revelar secretos reales. Ni aparecían como falsas "historias verdaderas". El nuevo título ya indicaría que la obra era de ficción, e indicaba cómo debía tratarlas el público. Pamela, de Samuel Richardson (1740) fue uno de los títulos que introdujo un nuevo formato de título, con su fórmula [...], o [...] ofreciendo un ejemplo: "Pamela, o la virtud recompensada - Ahora publicada por primera vez para cultivar los principios de la virtud y la religión en las mentes de los jóvenes de ambos sexos, una narrativa que tiene el fundamento en la verdad y la naturaleza; y al mismo tiempo entretiene agradablemente". Así dice el título, y deja claro que es una obra creada por un artista que pretende lograr un efecto determinado, pero para ser discutido por el público crítico. Décadas más tarde, las novelas ya no necesitaron ser más que novelas: ficción. Richardson fue el primer novelista que unió a la forma sentimental una intención moralizadora, a través de personajes bastante ingenuos. Semejante candor se ve en El vicario de Wakefield, de Oliver Goldsmith (1766).
Mayor realismo tiene la obra de Henry Fielding, que es influido tanto por Don Quijote como por la picaresca española. Su obra más conocida es Tom Jones (1749).
En la segunda mitad de siglo se afianzó la crítica literaria, un discurso crítico y externo sobre la poesía y la ficción. Se abrió con ella la interacción entre participantes separados: los novelistas escribirían para ser criticados y el público observaría la interacción entre la crítica y los autores. La nueva crítica de finales del siglo XVIII implicaba un cambio, al establecer un mercado de obras merecedoras de ser discutidas, mientras que el resto del mercado continuaría existiendo, pero perdería la mayor parte de su atractivo público. Como resultado, el mercado se dividió en un campo inferior de ficción popular y una producción literaria crítica. Solo las obras privilegiadas podían discutirse como obras creadas por un artista que quería que el público discutiera esto y no otra historia.
Desapareció del mercado el escándalo producido por DuNoyer o Delarivier Manley. No atraía a la crítica seria y se perdía si permanecía sin discutir. Necesitó al final su propio tipo de periodismo escandaloso, que se desarrolló hasta convertirse en la prensa amarilla. El mercado inferior de la ficción en prosa siguió enfocando la inmediata satisfacción de un público que disfrutaba su permanencia en el mundo ficticio. El mercado más sofisticado se hizo complejo, con obras que jugaban nuevos juegos.
En este mercado alto, podía verse dos tradiciones que se desarrollaban: obras que jugaban con el arte de la ficción —Laurence Sterne y su Tristram Shandy entre ellas— el otro más cercano a las discusiones que prevalían y modos de su audiencia. El gran conflicto del siglo XIX, de si el artista debe escribir para satisfacer al público o para producir el arte por el arte, aún no había llegado.
La ilustración francesa utilizó la novela como instrumento de expresión de ideas filosóficas. Así, Voltaire, escribió el cuento satírico Cándido o El optimismo (1759), contra el optimismo de ciertos pensadores. Poco después, sería Rousseau el que reflejaría su entusiasmo por la naturaleza y la libertad en la novela sentimental Julia o la nueva Eloísa (1761) y en la larga novela pedagógica Emilio (1762).
La novela sentimental se manifiesta en Alemania con Las cuitas del joven Werther, de Johann Wolfgang von Goethe (1774). En esta época también se hizo popular Bernardin de Saint-Pierre, con su novela Pablo y Virginia (1787), que narra el amor desgraciado entre dos adolescentes en una isla tropical.
En China se escribe al acabar el siglo la última de las cuatro novelas clásicas, el Sueño de las mansiones rojas, también llamada Sueño en el pabellón rojo (1792) de Cao Xueqin.

### Edad Contemporánea

#### SigloXIX
A finales del siglo XVIII aparecen unas novelas cargadas de un sentimentalismo melancólico que abren el período romántico que se desarrolla plenamente en el siglo XIX con la aparición de la novela histórica, psicológica, poética y social. El género alcanza su perfección técnica con el realismo y el naturalismo. Es en esta época en la que la novela alcanza su madurez como género. Su forma y su estética ya no cambiaron más hasta el siglo XX: su división en capítulos, la utilización del pasado narrativo y de un narrador omnisciente.
Uno de los primeros exponentes de la novela en este siglo es la novela gótica. Desde comienzos del siglo XVII la novela había sido un género realista contrario al romance y su desmesurada fantasía. Se había tornado después hacia el escándalo y por esto había sufrido su primera reforma en el siglo XVIII. Con el tiempo, la ficción se convirtió en el campo más honorable de la literatura. Este desarrollo culminó en una ola de novelas de fantasía en el tránsito hacia el siglo XIX, en las que se acentuó la sensibilidad y se convirtió a las mujeres en sus protagonistas. Es el nacimiento de la novela gótica. El clásico de la novela gótica es Los misterios de Udolfo (1794), en la que, como en otras novelas del género, la noción de lo sublime (teoría estética del siglo XVIII) es crucial. Los elementos sobrenaturales también son básicos en estas y la susceptibilidad que sus heroínas mostraban hacia ellos acabó convirtiéndose en una exagerada hipersensibilidad que fue parodiada por Jane Austen con La abadía de Northanger (1803). La novela de Jane Austen introdujo un estilo diferente de escritura, la "comedia de costumbres". Sus novelas a menudo son no solo cómicas, sino también mordazmente críticas de la cultura restrictiva y rural de principios del siglo XIX. Su novela más conocida es Orgullo y prejuicio (1811).

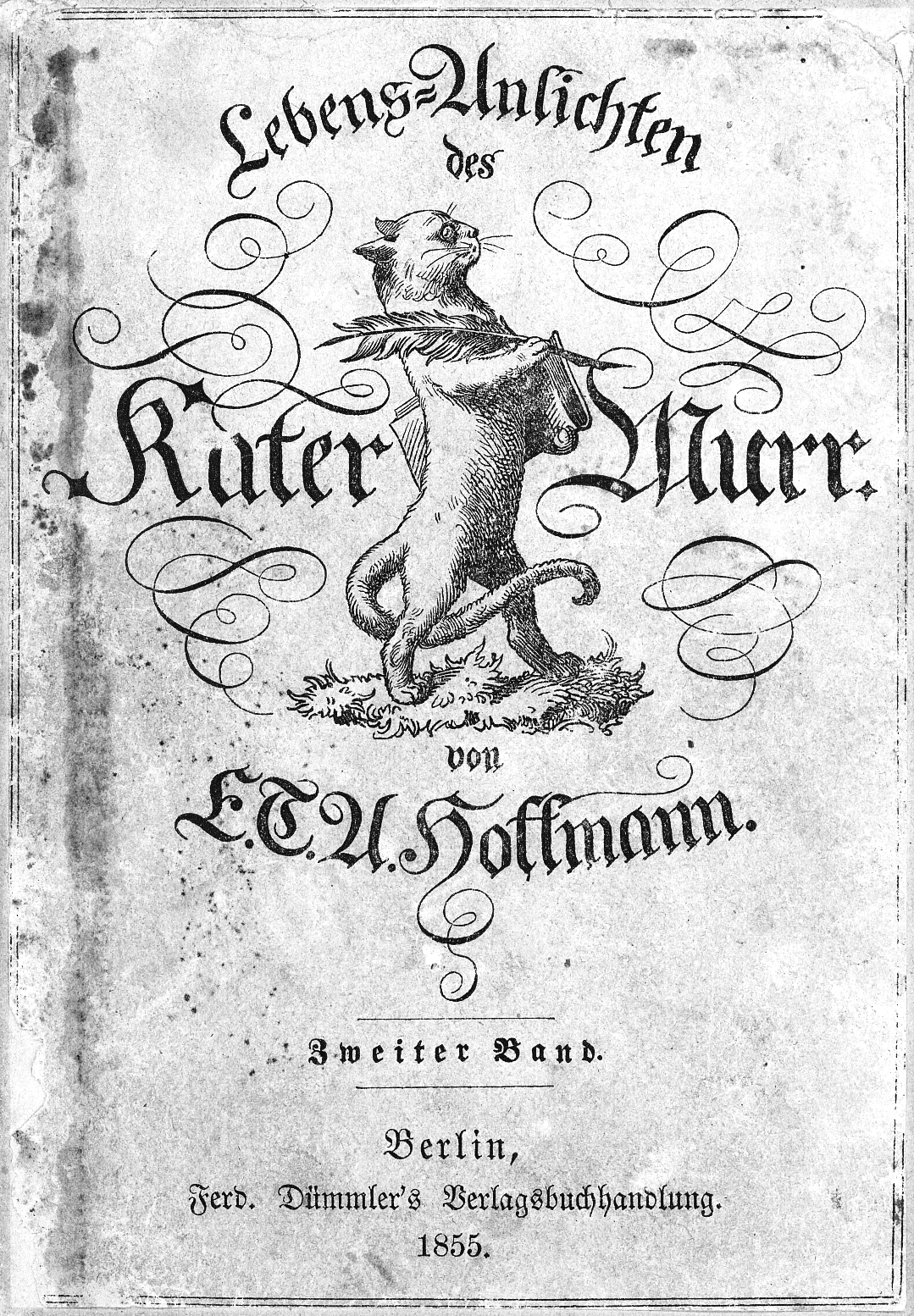
El gato Murr, de E.T.A. Hoffmann, edición de 1855.

También es en este siglo cuando se desarrolla el Romanticismo, que, contrariamente a lo que se pudiera pensar, no cultivó tanto el género novelístico. Byron, Schiller, Lamartine o Leopardi prefirieron el drama o la poesía, pero aun así fueron los primeros en darle un lugar a la novela dentro de sus teorías estéticas.
En Francia, sin embargo, los autores prerrománticos y románticos se consagraron más ampliamente a la novela. Se puede citar a Madame de Staël, Chateaubriand, Vigny (Stello, Servidumbre y grandeza militar, Cinq-mars), Mérimée (Crónica del reinado de Carlos IX, Carmen, Doble error), Musset (Confesión de un hijo del siglo), George Sand (Lélia, Indiana) e incluso el Victor Hugo de (Nuestra Señora de París).
En Inglaterra, la novela romántica encuentra su máxima expresión con las hermanas Brontë (Emily Brontë, Charlotte Brontë y Anne Brontë) y Walter Scott, cultivador de una novela histórica de carácter tradicional y conservador, ambientada en Escocia (Waverley, Rob Roy) o la Edad Media (Ivanhoe o Quintin Durward). En Estados Unidos, cultivó este tipo de novela Fenimore Cooper, siendo su obra más conocida El último mohicano. En Rusia, puede citarse la novela en verso de Pushkin, Eugenio Oneguin y en Italia, Los Novios de Alessandro Manzoni (1840-1842).
Las obras de Jean Paul y E.T.A. Hoffmann están dominadas por la imaginación, pero conservaron la estética heteróclita del siglo XVIII, de Laurence Sterne y de la novela gótica.
Por otro lado está la novela realista, que se caracteriza por la verosimilitud de las intrigas, que a menudo están inspiradas por hechos reales, y también por la riqueza de las descripciones y de la psicología de los personajes. La voluntad de construir un mundo novelístico a la vez coherente y completo vio su culminación con La Comedia humana de Honoré de Balzac, así como con las obras de Flaubert y Maupassant y acabó evolucionando hacia el naturalismo de Zola y hacia la novela psicológica.
En Inglaterra encontramos autores como Charles Dickens, William Makepeace Thackeray, George Eliot y Anthony Trollope, en Portugal, Eça de Queiroz y en Francia a Octave Mirbeau, los cuales tratan de presentar una "imagen global" de toda la sociedad. En Alemania y en Austria, se impone el estilo Biedermeier, una novela realista con rasgos moralistas (Adalbert Stifter).
Este es el gran siglo de la literatura rusa, que dio numerosas obras maestras al género novelístico, especialmente en el estilo realista: Anna Karénina de León Tolstói (1873-1877), Padres e hijos de Iván Turguénev (1862), Oblómov de Iván Goncharov (1858). También la obra novelística de Fiódor Dostoyevski como, por ejemplo, la novela Los hermanos Karamázov puede por ciertos aspectos ser relacionada con este movimiento.
Es en el siglo XIX cuando el mercado de la novela se separa en "alta" y "baja" producción. La nueva producción superior puede verse en términos de tradiciones nacionales, a medida que el género novelístico reemplazaba a la poesía como medio de expresión privilegiado de la conciencia nacional, es decir, se buscaba la creación de un corpus de literaturas nacionales. Pueden citarse como ejemplo La letra escarlata de Nathaniel Hawthorne (Estados Unidos, 1850), Eugenio Oneguin de Aleksandr Pushkin (Rusia, 1823-1831), Soy un gato de Natsume Sôseki (Japón, 1905), Memorias póstumas de Blas Cubas de Machado de Assis (Brasil, 1881) o La muerte de Alexandros Papadiamantis (Grecia, 1903).
La producción inferior se organizaba más bien en géneros por un esquema que se deriva del espectro de géneros de los siglos XVII y XVIII, aunque vio el nacimiento de dos nuevos géneros novelísticos populares: la novela policiaca con Wilkie Collins y Edgar Allan Poe y la novela de ciencia ficción con Julio Verne y H. G. Wells.
Con la separación en la producción la novela probó que era un medio para una comunicación tanto íntima (las novelas pueden leerse privadamente mientras que las obras de teatro son siempre un acontecimiento público) como públicamente (las novelas se publican y así se convierten en algo que afecta al público, si no a la nación, y sus intereses vitales), un medio de un punto de vista personal que puede abarcar el mundo. Nuevas formas de interacción entre los autores y el público reflejaban estos desarrollos: los autores hacían lecturas públicas, recibían premios prestigiosos, ofrecían entrevistas en los medios de comunicación y actuaban como la conciencia de su nación. Este concepto del novelista como una figura pública apareció a lo largo del siglo XIX.

#### SigloXX
El inicio del siglo XX trajo consigo cambios que afectarían a la vida diaria de las personas y también de la novela. El nacimiento del psicoanálisis, la lógica de Wittgenstein y Russell, del relativismo y los avances de la lingüística provocan que la técnica narrativa intente también adecuarse a una nueva era. Las vanguardias en las artes plásticas y la conmoción de las dos guerras mundiales, también tienen un gran peso en la forma de la novela del siglo XX. Por otro lado, la producción de novelas y de los autores que se dedican a ellas vio en este siglo un crecimiento tal, y se ha manifestado en tan variadas vertientes que cualquier intento de clasificación será sesgado.
Una de las primeras características que pueden apreciarse en la novela moderna es la influencia del psicoanálisis. Hacia finales del siglo XIX, numerosas novelas buscaban desarrollar un análisis psicológico de sus personajes. Algunos ejemplos son las novelas tardías de Maupassant, Romain Rolland, Paul Bourget, Colette o D.H. Lawrence. La intriga, las descripciones de lugares y, en menor medida, el estudio social, pasaron a un segundo plano. Henry James introdujo un aspecto suplementario que se tornaría central en el estudio de la historia de la novela: el estilo se convierte en el mejor medio para reflejar el universo psicológico de los personajes. El deseo de aproximarse más a la vida interior de estos hace que se desarrolle la técnica del monólogo interior, como ejemplifican El teniente Güstel, de Arthur Schnitzler (1901), Las olas de Virginia Woolf (1931), y el Ulises de James Joyce (1922).
Por otro lado, en el siglo XX también se manifiesta una vuelta al realismo con la novela vienesa, con la que se buscaba recuperar el proyecto realista de Balzac de construir una novela polifónica que reflejara todos los aspectos de una época. Así, encontramos obras como El hombre sin cualidades de Robert Musil (publicado póstumamente en 1943) y Los Sonámbulos de Hermann Broch (1928-1931). Estas dos novelas integran largos pasajes de reflexiones y comentarios filosóficos que esclarecen la dimensión alegórica de la obra. En la tercera parte de Los sonámbulos, Broch alarga el horizonte de la novela mediante la yuxtaposición de diferentes estilos: narrativa, reflexión, autobiografía, etcétera.
Podemos encontrar también esta ambición realista en otras novelas vienesas de la época, como las obras de: (Arthur Schnitzler, Heimito von Doderer, Joseph Roth) y con más frecuencia en otros autores en lengua alemana como Thomas Mann, que analiza los grandes problemas de nuestro tiempo, fundamentalmente la guerra y la crisis espiritual en Europa con obras como La montaña mágica, y también Alfred Döblin o Elías Canetti, o el francés Roger Martin du Gard en Les Thibault (1922-1929) y el americano John Dos Passos, en su trilogía U.S.A. (1930-1936).

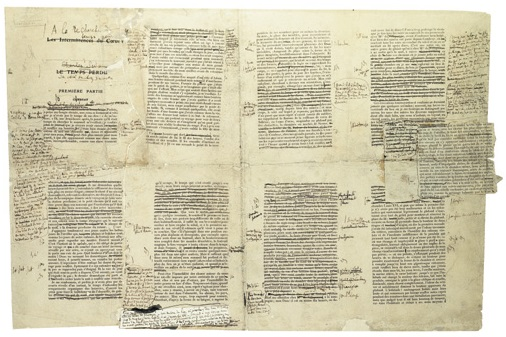
En busca del tiempo perdido, con correcciones del autor.

La búsqueda y la experimentación son otros dos factores de la novela en este siglo. Ya a comienzos, y quizá antes, nace la novela experimental. En este momento la novela era un género conocido y respetado, al menos en sus expresiones más elevadas (los "clásicos") y con el nuevo siglo muestra un giro hacia la relatividad y la individualidad: la trama a menudo desaparece, no existe necesariamente una relación entre la representación espacial con el ambiente, la andadura cronológica se sustituye por una disolución del curso del tiempo y nace una nueva relación entre el tiempo y la trama.
Con En busca del tiempo perdido de Marcel Proust y el Ulises de James Joyce, la concepción de la novela como un universo encuentra su fin. En cierta manera es también una continuación de la novela de análisis psicológico. Estas dos novelas tienen igualmente la particularidad de proponer una visión original del tiempo: el tiempo cíclico de la memoria en Proust, el tiempo de un solo día dilatado infinitamente de Joyce. En este sentido, estas novelas marcan una ruptura con la concepción tradicional del tiempo en la novela, que estaba inspirado en la historia. En este sentido también podemos aproximar la obra de Joyce con la de la autora inglesa Virginia Woolf y el americano William Faulkner.
La entrada del modernismo y el humanismo en la filosofía occidental, así como la conmoción causada por dos guerras mundiales consecutivas provocaron un cambio radical en la novela. Las historias se tornaron más personales, más irreales o más formales. El escritor se encuentra con un dilema fundamental, escribir, por un lado, de manera objetiva, y por el otro transmitir una experiencia personal y subjetiva.
Es por esto que la novela de principios del siglo XX se ve dominada por la angustia y la duda. La novela existencialista de la que se considera a Søren Kierkegaard como su precursor inmediato con novelas como Diario de un seductor es un claro ejemplo de esto.
Otro de los aspectos novedosos de la literatura de comienzos de siglo es la novela corta caracterizada por una imaginación sombría y grotesca, como es el caso de las novelas de Franz Kafka, también de corte existencialista, como El proceso o La metamorfosis.
Especialmente en los años 1930 podemos encontrar diversas novelas de corte existencialista. Estas novelas son narradas en primera persona, como si fuera un diario, y los temas que más aparecen son la angustia, la soledad, la búsqueda de un sentido para la existencia y la dificultad comunicativa. Estos autores son generalmente herederos del estilo de Dostoievski, y su obra más representativa es La náusea de Jean-Paul Sartre. Otros autores existencialistas notables son Albert Camus, cuyo estilo minimalista le sitúa en un contraste directo con Sartre, Knut Hamsun, Louis-Ferdinand Céline, Dino Buzzati, Cesare Pavese y la novela absurdista de Boris Vian. La novela japonesa de después de la guerra también comparte similitudes con el existencialismo, como puede apreciarse en autores como Yukio Mishima, Yasunari Kawabata, Kōbō Abe o Kenzaburō Ōe.
La dimensión trágica de la historia del siglo XX se encuentra largamente reflejada en la literatura de la época. Las narraciones o testimonios de aquellos que combatieron en ambas guerras mundiales, los exiliados y los que escaparon de un campo de concentración trataron de abordar esa experiencia trágica y de grabarla para siempre en la memoria de la humanidad. Todo esto tuvo consecuencias en la forma de la novela, pues vemos aparecer gran cantidad de relatos que no son ficción que emplean la técnica y el formato de la novela, como pueden ser Si esto es un hombre (Primo Levi, 1947), La noche (Elie Wiesel, 1958) La especie humana (Robert Antelme, 1947) o Ser sin destino (Imre Kertész, 1975). Este tipo de novela influenciaría después otras novelas autobiográficas de autores como Georges Perec o Marguerite Duras.
También en el siglo XX, aparece la distopía o antiutopía. En estas novelas la dimensión política es esencial, y describen un mundo dejado a la arbitrariedad de una dictadura. Entre las obras más notables se encuentran El proceso de Franz Kafka, 1984 de George Orwell, Un mundo feliz de Aldous Huxley, y Nosotros de Yevgeni Zamiatin.

#### Boomlatinoamericano
El boom latinoamericano fue un fenómeno literario, editorial, cultural y social que surgió entre los años 1960 y 1970, cuando las obras de un grupo de novelistas latinoamericanos relativamente jóvenes fueron ampliamente distribuidas en Europa y en todo el mundo. El boom se relaciona en particular con el argentino Julio Cortázar, el mexicano Carlos Fuentes, el colombiano Gabriel García Márquez y el peruano Mario Vargas Llosa. La correspondencia entre estos cuatro autores se reunió en su primer volumen conjunto: Las cartas del Boom (2023). El momento clave del boom se sitúa en 1967, con el éxito mundial de la novela Cien años de soledad, de García Márquez, y la atribución del Premio Nobel de Literatura al guatemalteco Miguel Ángel Asturias. Posteriormente otros dos de estos autores obtuvieron el galardón: García Márquez en 1982 y Vargas Llosa en 2010.
Según Ángel Rama y otros estudiosos, aunque estos escritores representan comercialmente el boom en sí mismo, autores anteriores —como el argentino Jorge Luis Borges, el uruguayo Juan Carlos Onetti o el mexicano Juan Rulfo— habían emprendido una renovación de la escritura literaria en la primera mitad del siglo XX. Por otra parte, se extendió el apelativo boom a todo autor de calidad de los años 1960 y 1970 una vez el impacto de los cuatro principales aumentó el interés por la literatura latinoamericana en el mundo entero.
Estos icónicos escritores desafiaron las convenciones establecidas de la literatura latinoamericana. Su trabajo es experimental y, debido al clima político de la América Latina de la década de 1960, también muy político. El crítico Gerald Martin ha escrito: «No es una exageración afirmar que el sur del continente fue conocido por dos cosas por encima de todas las demás en la década de 1960; estas fueron, en primer lugar, la Revolución cubana y su impacto tanto en América Latina como en el tercer mundo en general; y en segundo lugar, el auge de la literatura latinoamericana, cuyo ascenso y caída coincidieron con el auge y caída de las percepciones liberales de Cuba entre 1959 y 1971».
El éxito repentino de los autores del boom fue en gran parte debido al hecho de que sus obras se encuentran entre las primeras novelas de América Latina que se publicaron en Europa, concretamente por las editoriales españolas en Barcelona. De hecho, según Frederick M. Nunn, «los novelistas latinoamericanos se hicieron mundialmente famosos a través de sus escritos y su defensa de la acción política y social, y porque muchos de ellos tuvieron la fortuna de llegar a los mercados y los auditorios de más allá de América Latina a través de la traducción y los viajes y, a veces, a través del exilio y el apartamiento».

### Puntos de vista contemporáneos
- 1651: Paul Scarron, The Comical Romance, capítulo XXI. "Que quizás no se encuentre muy entretenido" (Londres, 1700). Alegato de Scarron por una producción francesa que rivalizada con las "novelas" españolas. Marteau
- 1670: Pierre Daniel Huet, "Traitté de l'origine des Romans", Prefacio a la obra de la condesa de La Fayette, Zayde, histoire espagnole (París, 1670). Una historia mundial de la ficción. Edición en pdf de Gallica France
- 1683: [Du Sieur], "Sentimens sur l’histoire" de: Sentimens sur les lettres et sur l’histoire, avec des scruples sur le stile (París: C. Blageart, 1680). Las nuevas novelas, tal como han sido publicadas magistralmente por Marie de LaFayette. Marteau
- 1702: Abbe Bellegarde, "Lettre à une Dame de la Cour, qui lui avoit demandé quelques Reflexions sur l’Histoire" en: Lettres curieuses de littérature et de morale (La Haya: Adrian Moetjens, 1702). Paráfrasis del texto de Du Sieur. Marteau
- 1705/1708/1712: [Anon.] En inglés, francés y alemán, el Prefacio a La historia secreta de la reina Zarah y los zarazianos (Albigion, 1705). El artículo de Bellegarde plagiado. Marteau
- 1713: Deutsche Acta Eruditorum, crítica alemana de la traducción francesa de la obra New Atalantis 1709, de Delarivier Manley (Leipzig: J. L. Gleditsch, 1713). Un raro ejemplo de una novela política discutida por un diario literario. Marteau
- 1715: Jane Barker, prefacio a su Exilius or the Banish’d Roman. A New Romance (Londres: E. Curll, 1715). Alegato por un "nuevo romance" después del Telémaco de Fénelon. Marteau
- 1718: [Johann Friedrich Riederer], "Satyra von den Liebes-Romanen", de: Die abentheuerliche Welt in einer Pickelheerings-Kappe, 2 (Núremberg, 1718). Sátira alemana sobre la amplia difusión de la lectura de novelas y romances. Marteau
- 1742: Henry Fielding, prefacio a Joseph Andrews (Londres, 1742). La "épica cómica en prosa" y su poética. Blackmask. Una edición reciente de Joseph Andrews, en España, Círculo de Lectores, S.A., 1998, ISBN (10): 84-226-4645-5

### Literatura secundaria
- Armstrong, Nancy (1987). Desire and Domestic Fiction: A Political History of the Novel. Nueva York: Oxford University Press. ISBN 0-19-504179-8.
- Ballaster, Ros (1992). Seductive Forms: Women's Amatory Fiction from 1684-1740. Oxford: Clarendon Press. ISBN 0-19-811244-0.
- Burgess, Anthony (1963). The Novel To-day. Londres: Longmans, Green.
- — (1967). The Novel Now: A Student's Guide to Contemporary Fiction. Londres: Faber.
- — (1970). Novel, The. Artículo clásico de la Encyclopædia Britannica.
- Davis, Lennard J. (1983). Factual Fictions: The Origins of the English Novel. Nueva York: Columbia University Press. ISBN 0-231-05420-3.
- Doody, Margaret Anne (1996). The True Story of the Novel. New Brunswick, N.J.: Rutgers University Press. ISBN 0-8135-2168-8.
- Hunter, J. Paul (1990). Before Novels: The Cultural Contexts of Eighteenth-Century English Fiction. Nueva York: Norton. ISBN 0-393-02801-1.
- Lukács, Georg (1971, 1916). The Theory of the Novel. trad. Anna Bostock. Cambridge: M.I.T. Press. ISBN 0-262-12048-8. En España, El alma y las formas. Teoría de la novela (Grijalbo, 1974) ISBN (10): 84-253-0375-3; Teoría de la novela (Círculo de Lectores, S.A., 1999) ISBN (10): 84-226-7358-4
- Madden, David; Charles Bane, Sean M. Flory (2006) [1979]. A Primer of the Novel: For Readers and Writers (edición revisada edición). Lanham, MD: Scarecrow Press. ISBN 0-8108-5708-1.  Edición actualizada de tipología pionera e historia de cerca de 50 géneros; índice de tipos y técnica, y una detallada cronología.
- McKeon, Michael (1987). The Origins of the English Novel, 1600-1740. Baltimore: Johns Hopkins University Press. ISBN 0-8018-3291-8.
- Miller, H. K.; Rousseau, G. S.; Rothstein, Eric (1970). The Augustan Milieu: Essays Presented to Louis A. Landa. Oxford: Clarendon Press. ISBN 0-19-811697-7.
- Price, Leah (2003). The Anthology and the Rise of the Novel: From Richardson to George Eliot. Londres: Cambridge University Press. ISBN 0-521-53939-0.
- Rousseau, George (2004). Nervous Acts: Essays on Literature Culture and Sensibility. Basingstoke: Palgrave Macmillan. ISBN 1-4039-3454-1.
- Simons, Olaf (2001). Marteaus Europa, oder, Der Roman, Bevor er Literatur Wurde: eine Untersuchung des Deutschen und Englischen Buchangebots der Jahre 1710 bis 1720. Amsterdam: Rodopi. ISBN 90-420-1226-9. Un estudio del mercado de la novela sobre 1700 interpretando la crítica contemporánea.
- Watt, Ian (2000, 1957). The Rise of the Novel: Studies in Defoe, Richardson and Fielding. Berkeley: University of Los Ángeles Press. ISBN 0-520-23069-8. Watt considera Robinson Crusoe como la primera "novela" moderna e interpreta el auge de la novela moderna de realismo como un logro de la literatura inglesa, debido a un número de factores desde el temprano capitalismo al desarrollo del individuo moderno.